# 吉田秀弥
吉田 秀弥（よしだ しゅうや、吉田秀彌、1881年（明治14年）11月15日 - 1955年（昭和30年）11月19日）は、日本の実業家。京成電鉄第3代取締役社長。

## 来歴・人物
福島県西白河郡滑津村（現中島村）の吉田精一郎の長男として生まれる。
1907年、早稲田大学政治学科を卒業し、二六新報に入社。もっぱら政治畑を歩く。
1916年5月、当時の京成電気軌道に庶務課長兼電燈課長として入社し、1931年取締役総務部長、1937年常務取締役。
1946年1月、今日の京成の基礎を築いた後藤圀彦が前年死去したため、第3代社長に就任。戦後混乱期の会社を牽引した。また、同年に鉄道連隊演習線の払い下げを受け、新京成電鉄を発足させる。
1955年11月3日、交通文化賞受賞。同月11日会長に退き、19日死去。